# Convenzionalismo
"Convenzionalismo" è un termine ombrello che indica ogni dottrina filosofica secondo la quale una proposizione ha valore nel proprio campo (che sia filosofico, politico, etico, conoscitivo ecc.) in base ad una convenzione, cioè si basa su accordi e stipulazioni più o meno espliciti, ma svincolati da qualunque presupposto di metodo (ad es. il metodo scientifico) o più in generale da qualsiasi valutazione in termini di verità o falsità.
Tale concetto ha subito varie declinazioni fin dai tempi più antichi, ed è stato applicato a vari contesti, soprattutto negli studi scientifico-filosofici.

## Storia
L'opposizione tra verità convenzionali e verità di natura era già stata discussa dagli antichi Greci. Ad esempio, Democrito dice: "Il dolce, l'amaro, il caldo, il freddo, il colore, sono tali per convenzione; solo gli atomi e il vuoto sono tali in verità" (Fr. 125, Diels). Il tema fu poi ampiamente discusso dai Sofisti, soprattutto quelli delle ultime generazioni, così come vengono ritratti dai dialoghi platonici. Ad esempio, Polo nel Gorgia e Trasimaco nella Repubblica attribuiscono alle leggi umane il carattere di convenzioni tese a contenere lo strapotere dei forti nel contesto del diritto naturale. L'uomo forte è in grado di superare le convenzioni e farsi da servo padrone.
Gli sviluppi più importanti del convenzionalismo si sono avuti nel corso del XX secolo, come conseguenza più o meno diretta del progresso delle geometrie non euclidee, e la successiva negazione del carattere di verità postulato per alcuni assiomi geometrici.
I primi teorici di questa nuova corrente di pensiero furono lo scienziato e filosofo Ernst Mach, il filosofo e storico della scienza Pierre Duhem, e soprattutto il matematico Henri Poincaré. Essi contribuirono a portare avanti un'analisi "convenzionalista" dei metodi e degli sviluppi delle scienze. Poincaré arriverà a sostenere che nessuna esperienza avrà mai il potere di verificare o falsificare un teorema geometrico, e che gli assiomi della geometria non sono altro che semplici convenzioni – «definizioni mascherate» – creazioni arbitrarie utili nient'altro che alla rappresentazione e organizzazione dell'esperienza.

## In filosofia del diritto
Il convenzionalismo, applicato alla filosofia del diritto, è una delle tre concezioni "rivali" del diritto costruite dal filosofo americano Ronald Dworkin, nel suo libro Law's Empire (L'impero del diritto). Le altre due sue concezioni del diritto sono il pragmatismo legale e la legge come integrità.

## In sociologia
Il convenzionalismo in sociologia tende ad avvicinarsi al concetto di conformismo, del quale è considerato una delle tante espressioni. In generale il significato di convenzionalismo si può considerare opposto a quello di complottismo.